# علجوم الشلالات
علجوم الشلالات هو نوع من العلاجيم ينتمي إلى جنس علجوم الشجيرات، وصفه الأحيائي جورج ألبرت بولنجر في سنة 1900. لا تُعرَف هذه العلاجيم إلا من منطقة واحدة في العالم، هي سفح جبل روراميا الواقعة على الحدود بين دولتي غيانا وفنزويلا شمال قارة أمريكا الجنوبية، على ارتفاع 1,060 متراً فوق مستوى البحر، كما قد يشمل انتشاره الجغرافيّ دولة البرازيل أيضاً، إذ أنه يقطن قريباً من نقطة الالتقاء الحدودية بين الدول الثلاث. ليس معروفاً على وجه التحديد من أي دولة أتت العينة الأولى التي عُرِفَ النوع من خلالها، لكن يُفتَرض أنه يقطن على كلا جانبي الحدود. يقطن هذا العلجوم (في البيئة الوحيدة المعروف منها) غابة مدارية رطبة شبه جبلية وأراضٍ منخفضة مدارية رطبة، غير أن البيئة التي يتكاثر بها غير معروفة.
صنَّف الاتحاد العالمي للحفاظ على الطبيعة ومواردها علجوم الشلالات في القائمة الحمراء للأنواع المهددة بالانقراض سنة 2004 كنوعٍ غير مُحصَّن، وذلك لكونه معروفاً من منطقة واحدة بالعالم فقط.